# Portada/efemèride febrer 14
Rafik Hariri
« 13 de febrer · 14 de febrer · 15 de febrer »